# Winfield House
Winfield House é a residência oficial do embaixador norte-americano no Reino Unido.
A propriedade de 12 acres, localiza-se em Regent's Park e possui o maior jardim privado de Londres depois do Palácio de Buckingham.

## História

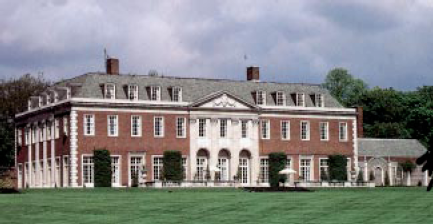
Winfield House.

Em 1937, Barbara Hutton, herdeira norte-americana da fortuna Woolworth, decidiu procurar uma casa em Londres para garantir a segurança do seu filho Lance, que tinha nascido em 1936 - fruto do seu casamento com o Conde Haugwitz-Reventlow - e evitar sequestros.
Indicaram-lhe uma propriedade onde existia uma pequena casa em ruínas, chamada St. Dunstan's, e que datava do século XIX. Sobre esta casa, Hutton decidiu construir uma mansão e o arquitecto encarregado foi Leonard Guthrie Roma.

Estima-se que Hutton teria gasto cinco milhões de dólares e, em homenagem ao seu avô Frank Winfield Woolworth, baptizou a casa com o nome Winfield.
Com o aproximar da Segunda Guerra Mundial, Hutton regressou aos Estados Unidos e, durante a guerra, autorizou que a propriedade fosse utilizada pela Força Aérea Real inglesa.
Com o fim da Segunda Guerra Mundial, Hutton decidiu doar a mansão com todo o seu conteúdo para o governo norte-americano, expressando o desejo de que fosse utilizada como embaixada. A transação foi feita pela quantia simbólica de um dólar.
Desde então, Winfield House tem recebido e hospedado presidentes, reis, rainhas e primeiros-ministros de todo o mundo.